# サマド・アラピチャイ
サマド・アラピチャイ（Samad Allapitchay、1950年 - ）は、シンガポールの元サッカー選手。元シンガポール代表主将。ポジションはDF。

## クラブ歴
ゲイラン・インターナショナルFCで選手となり同クラブの主将を務めた。その後、シンガポールFA、タンピネス・ローバースFCに所属した。

## プレースタイル
タックルの強さで知られたディフェンダーで、守備から攻撃まで相手を薙倒して行くスタイルを好んだ。代表監督のミック・ウォーカーにはジブラルタルの岩と称された。

## 個人
彼は結婚している。そして彼の末子はシンガポール代表のセンターバックであるシャリフ・アブドゥル・サマトである。

## タイトル

### クラブ
シンガポールFA
- マレーシアカップ: 1977, 1980 [7]